# 沙尔博加德区
沙尔博加德区（匈牙利語：Sárbogárdi járás），是匈牙利费耶尔州的一个区，总面积653.52平方公里，总人口28,296人（2011年），人口密度43人/平方公里。中心城市为沙爾博加德。

## 市镇
沙尔博加德区包含一个城镇、一个大村和10个村庄。